# Carl Anton Bjerknes

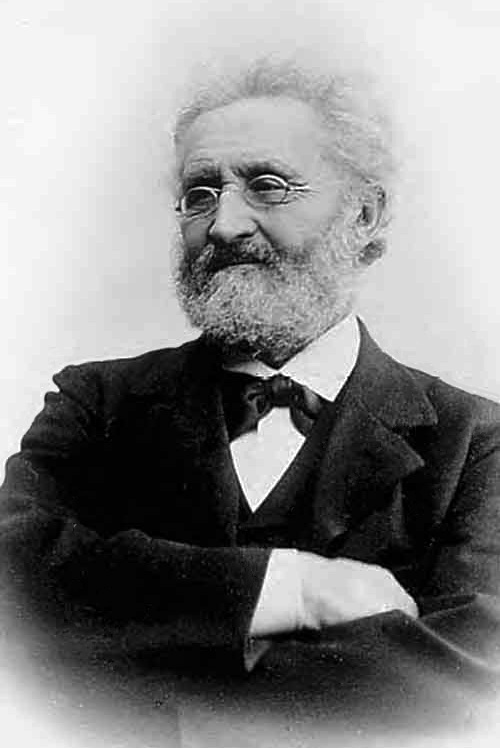
Carl Anton Bjerknes

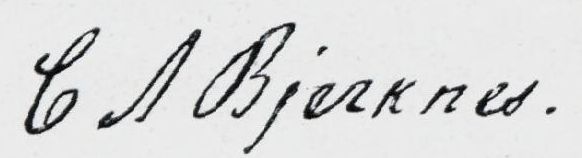

Carl Anton Bjerknes (* 24. Oktober 1825 in Christiania, heute Oslo, in Norwegen; † 20. März 1903 in Kristiania) war ein norwegischer Mathematiker und Physiker.
Sein Vater war Abraham Isaksen Bjerknes, seine Mutter Elen Birgitte Holmen. An der Königlichen Friedrichs-Universität Christiania studierte Bjerknes zuerst Bergbau, um danach Mathematik an der Universität Göttingen und in Paris zu studieren. 1866 erhielt er in Christiania einen Lehrstuhl für angewandte Mathematik und 1869 für reine Mathematik.
Durch die Vorlesungen von Peter Gustav Lejeune Dirichlet beeinflusst, beschäftigte sich Bjerknes den Rest seines Lebens mit Hydromechanik. Dabei versuchte er, durch hydromechanische Analogien sowohl James Clerk Maxwells Elektrodynamik zu begründen als auch eine mechanische Gravitationserklärung zu erstellen. Obwohl er diese Ziele nicht erreichte, waren seine dabei gewonnenen Erkenntnisse zur Hydromechanik bedeutsam.
Sein Sohn Vilhelm Bjerknes führte sein Werk zum Teil fort.